# Zweedse parlementsverkiezingen 1948
Hieronder de uitslag van de verkiezingen voor de Zweedse Tweede Kamer (Andra kammaren), gehouden op 19 september 1948.
| Partij                             | Partijleider            | Stemmen   | %       | ± %      | Zetels | ± Zetels |
| ---------------------------------- | ----------------------- | --------- | ------- | -------- | ------ | -------- |
| Socialdemokraterna (S)             | Tage Erlander           | 1 789 440 | 46,13%  | ▼0,42%   | 112    | ▼3       |
| Folkpartiet (FP)                   | Bertil Ohlin            | 882 414   | 22,75   | ▲9,84    | 57     | ▲31      |
| Högerns riksorganisation (H)       | Fritiof Domö            | 478 779   | 12,34   | ▼3,50    | 23     | ▼16      |
| Bondeförbundet (Bf)                | Axel Pehrsson-Bramstorp | 480 361   | 12,38   | ▼ 1,26   | 30     | ▼5       |
| Sveriges Kommunistiska Parti (SKP) | Sven Linderot           | 244 812   | 6,31    | ▼4,01    | 8      | ▼7       |
| Overig                             | —                       | 3 293     | 0,08    | —        | 0      | —        |
| Geldige stemmen                    | —                       | 3 879 099 | 100     | —        | —      | —        |
| Totaal                             | Totaal                  | 3 895 161 | (82,70) | ▲(10,80) | 230    | —        |

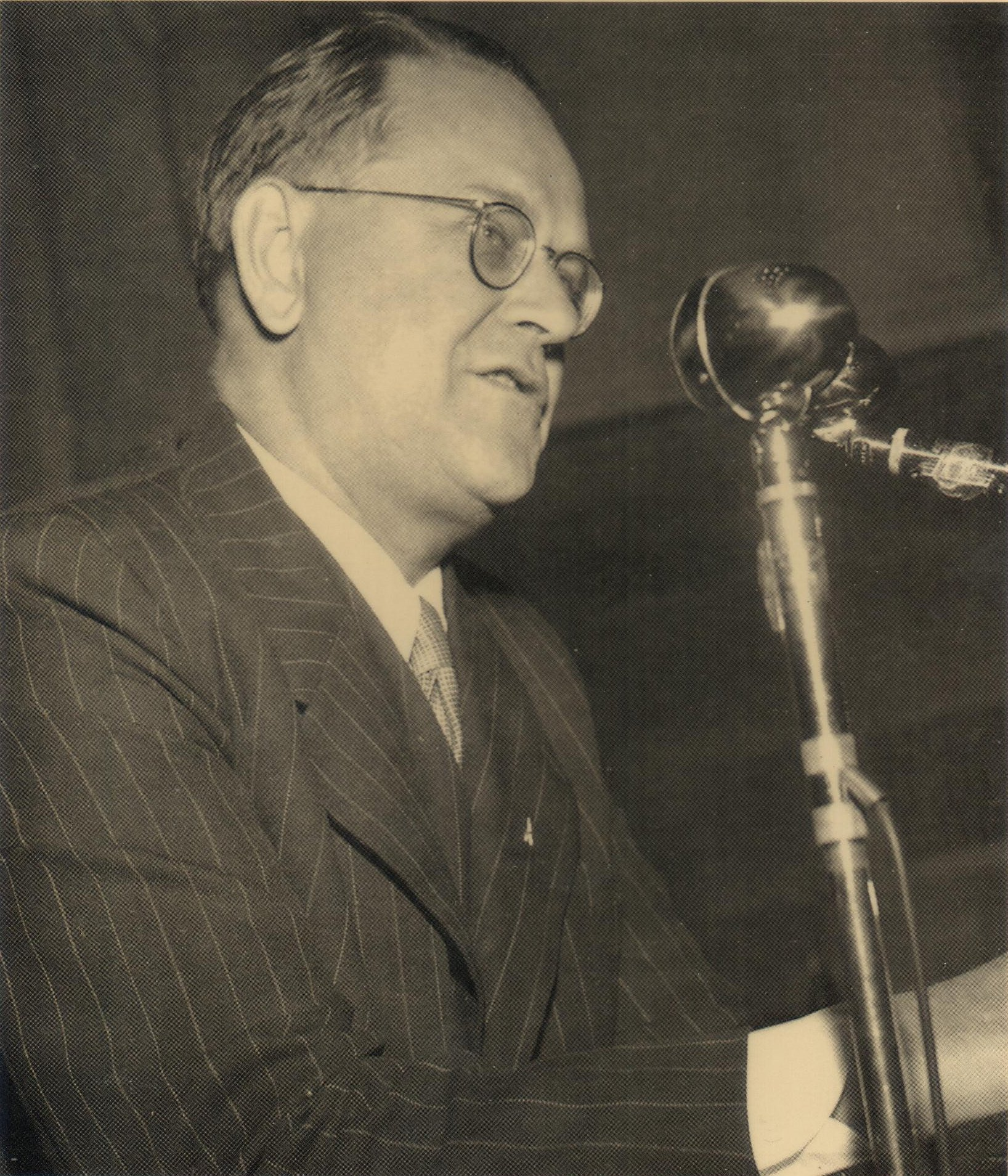
Tage Erlander
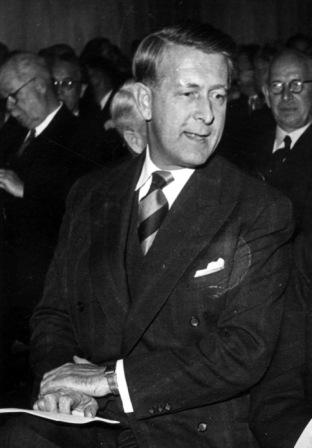
Bertil Ohlin
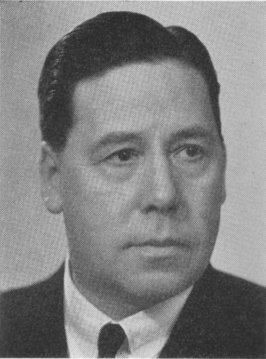
Fritiof Domö
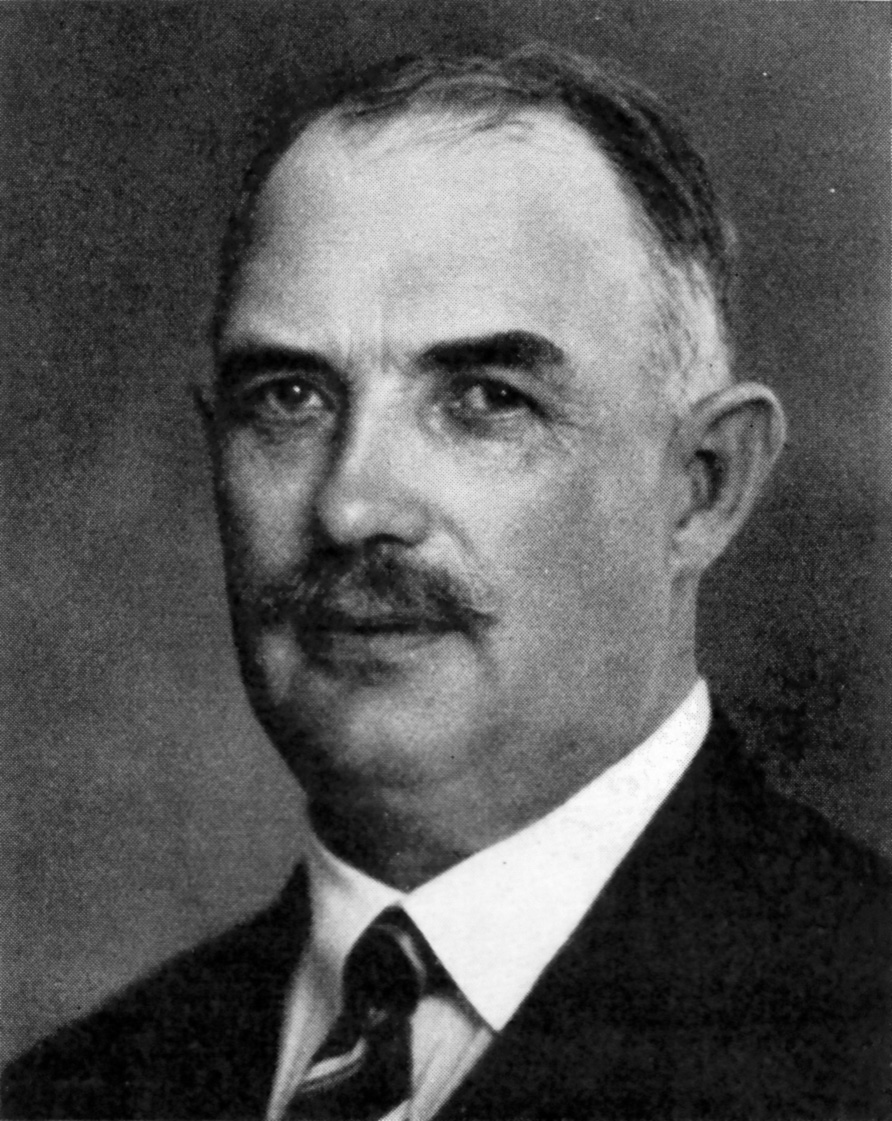
Axel Pehrsson-Bramstorp
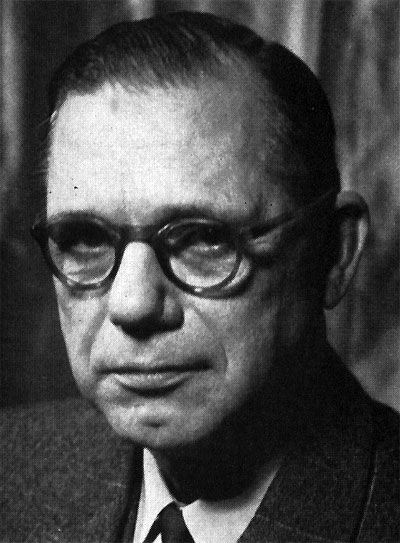
Sven Linderot

1911 · 1914 · 1917 · 1920 · 1921 · 1924 · 1928 · 1932 · 1936 · 1940 · 1944 · 1948 · 1952 · 1956 · 1958 · 1960 · 1964 · 1968 · 1970 · 1973 · 1976 · 1979 · 1982 · 1985 · 1988 · 1991 · 1994 · 1998 · 2002 · 2006 · 2010 · 2014 · 2018 · 2022